# Lebidia bioculata
Lebidia bioculata is een keversoort uit de familie van de loopkevers (Carabidae). De wetenschappelijke naam van de soort is voor het eerst geldig gepubliceerd in 1863 door August Feodorovich Morawitz.